# Centro de Producción de Programas Informativos Especiales (México)
El Centro de Producción de Programas Informativos Especiales (CEPROPIE) es un entidad del gobierno federal mexicano que funciona como órgano desconcentrado de la Secretaría de Gobernación cuya principal función es documentar las actividades del presidente de la República —tanto en audio como en video— para su posterior difusión en los diferentes medios electrónicos de información. Por dicha razón también es apodada como la Televisión de la Presidencia.[cita requerida]
Se encarga también de la producción y realización de programas especiales que le sean solicitados por el titular del ejecutivo federal y entidades públicas o privadas.
Fue creada por decreto del 8 de septiembre de 1999 por decreto del presidente Ernesto Zedillo. En 2010, Cepropie transmitió la ceremonia del Grito de Independencia en alta definición a televisoras mexicanas.

## Regulación y atribuciones
El CEPROPIE se encuentra regulado por el reglamento interior de la Secretaría de Gobernación y entre sus principales atribuciones destacan las siguientes:
- Coordinar y vigilar las grabaciones en video de las actividades públicas del titular del Ejecutivo Federal, para su difusión a través de la televisión, realizar el análisis de imagen y de métodos logísticos de cobertura y llevar a cabo programas de utilización de infraestructura propia y de instancias externas para dichas grabaciones
- Prestar servicios a cadenas nacionales e internacionales televisivas en materia logística, de acreditación y de tramitación para la realización de eventos
- Atender las demandas de producción y realización de programas, campañas promocionales, eventos especiales y series que le sean ordenados por la Presidencia de la República, así como aquellas de las Secretarías de Estado, Gobiernos de los Estados, entidades del sector público y empresas del sector privado, en coordinación con la Dirección General de Radio, Televisión y Cinematografía

## Titulares
- Luis Alberto García Castillo (2000-2002)
- Alberto del Bosque Cid (2002)
- René Palavicini (2006-2007)
- Francisco Javier Trejo Mendoza (2007-2015)
- Erwin Sigfrid Frederick Neumaier De Hoyos (2018 - en el cargo)